# گابریل و ماکسیم شامیر

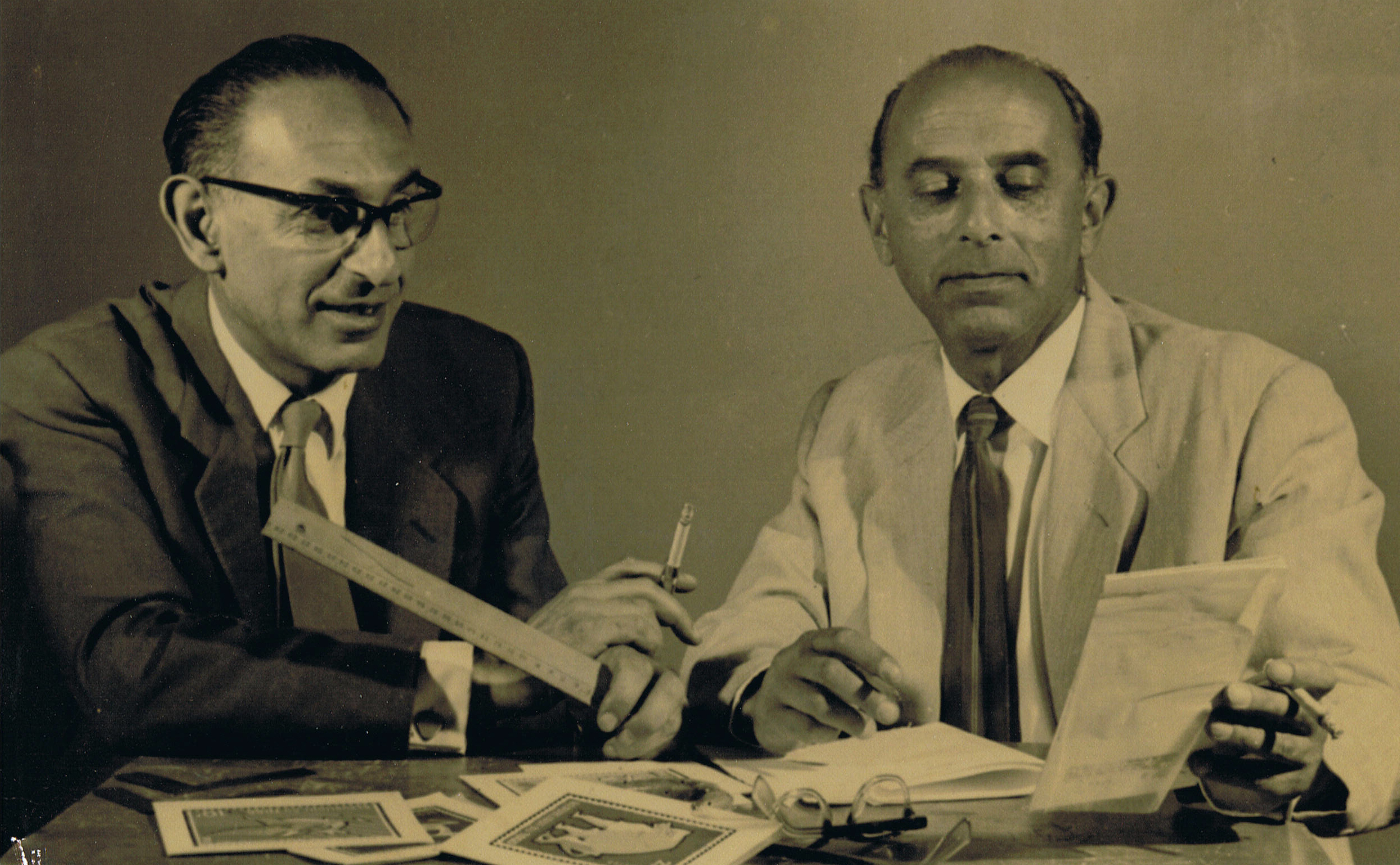
از راست: گابریل و ماکسیم شامیر در «استودیوی برادران شامیر» (دههٔ ۱۹۷۰ میلادی/تل آویو)

گابریل شامیر (زادهٔ ۱۹۰۹ در لتونی - درگذشتهٔ ۱۹۹۲ در اسرائیل) و ماکسیم شامیر (زادهٔ ۱۹۱۰ در لتونی - درگذشتهٔ ۱۹۹۰ در اسرائیل) ۲ برادر گرافیست اهل اسرائیل بودند. هردوی آن‌ها دانش‌آموختهٔ گرافیک و طراحی در برلین آلمان بودند، گابریل مابین سال‌های ۱۹۲۶ تا ۱۹۳۰ و ماکسیم از ۱۹۲۸ تا ۱۹۳۳.
گابریل از ۱۹۳۰تا ۱۹۳۱ برای آژانس تبلیغاتی لینتاس در برلین کار کرد و از ۱۹۳۱ تا ۱۹۳۳ با شرکت سوئدی Gumaelius در استکهلم همکاری کرد. در سال ۱۹۳۴ برادران شامیر استودیوی خودشان را در پایتخت لتونی، ریگا تأسیس کردند. اما ۱ سال بعد به سرزمین اسرائیل-که در آن زمان هنوز به شکل رسمی از فلسطین اعلام استقلال نکرده بود- مهاجرت کردند و «استودیوی برادران شامیر» را در تل‌آویو بنیان گذاشتند.

نشان ملی اسرائیل به‌وسیلهٔ برادران شامیر طراحی شده‌است.

آن سال‌ها با حرکت‌هایی مانند ساخت بندر تل‌آویو در سال ۱۹۳۶ و برگزاری اولین دورهٔ بازی‌های مکابیاه یک دورهٔ سازنده برای یهودیان منطقه به‌شمار می‌آمد و برای افراد آموزش دیده و مجربی مانند برادران شامیر بستر مناسبی برای گسترش دامنهٔ فعالیت‌شان در زمینهٔ تبلیغات، مانند طراحی پوسترهای سیاسی ایجاد می‌کرد. در ادامهٔ این روند روبه رشد و در سال ۱۹۳۵ میلادی، «واحد گرافیک» «مدرسهٔ ملی هنرهای اسرائیل» و «انجمن صنفی طراحان گرافیک عبری» با مشارکت افرادی نظیر برادران شامیر تأسیس شد.
از کارهای شاخص برادران شامیر طراحی فونتهای مختلف برای حروف الفبای عبری بود که تا زمان آن‌ها تعداد محدودی از آن وجود داشت. شامیرها به همراه دیگر گرافیست اسرائیلی فرانز کراس، به گسترش و ایجاد تنوع در طراحی فونت‌های عبری کمک شایانی کردند. شرح حال برادران شامیر به نوعی با داستان شکل‌گیری کشور اسرائیل گره خورده‌است. طراحی نمادهای دولتی، مدال‌ها، تمبرها، پول‌ها و اوراق رسمی اسرائیل در زمان شکل‌گیری آن کشور و سال‌های بعد از آن توسط آن‌ها انجام شد. از معروف‌ترین آثار آن‌ها می‌توان به نشان ملی اسرائیل (شامل تصویر منوره و شاخه‌های زیتون) اشاره کرد.
دامنهٔ فعالیت آن‌ها فقط محدود به موضوعات سیاسی یا کشور اسرائیل به‌تنهایی نبود و آثاری مانند تبلیغات اجناس مختلف و طراحی تمبر برای کشورهای آفریقایی، آسیایی و آمریکای جنوبی را شامل می‌شد. اما به‌واسطهٔ دورهٔ زمانی که در آن قرار داشتند بخش زیادی از آثارشان مربوط به تبلیغات ناسیونالیستی و سیاسی کشور اسرائیل می‌شود.